# منطقه سای کونگ
منطقه سای کونگ (به لاتین: Sai Kung District) یکی از مناطق هجده‌گانه هنگ کنگ در چین است. منطقه سای کونگ ۴۶۱٬۸۶۴ نفر جمعیت دارد.